# Spenslig ullört
Spenslig ullört (Logfia minima) är en liten spenslig ettårig ört, täckt av silverglänsande hår.
Den spensliga ullörten har jämnbreda blad i spiral utmed stjälken. Blomkorgarna saknar strålblommor, blommorna är vita med skär anstrykning. Blommorna står ut stjärnformigt i fruktstadiet i smala koniska samlingar som når utanför de övrig bladen.
Spenslig ullört trivs bäst i grusig mark.
Den förekommer tämligen allmänt i Europa. I Sverige förekommer den ganska allmänt upp till Mälaren, men är sällsynt längre norrut.